# كنيس صلاة الأزمة
صلاة الأزمة (بالعبرية: בית הכנסת צלאת אל עזמה) هو كنيس يهودي يقع في مدينة مراكش، المغرب. و يعتبره يهود مراكش أقدم كنيس في المدينة.

## تاريخ
يعني اسم هذا الكنيس «كنيس المنشقين» ، و قد تم تشييده للمرة الأولى سنة 1492 ، بعد طرد اليهود من إسبانيا، لكن المبنى الحالي يعود تاريخه إلى مطلع القرن العشرين. وتشغله حاليا عائلة مسلمة للاعتناء به.

## المبنى
يقع الكنيس في ملاح مدينة مراكش، يتكون من مجموعة من المباني المحيطة بفناء مركزي كبير، و توجد يشيفا في الطابق العلوي.
تم ترميم الكنيس خلال الخمسينيات من القرن الماضي، مع إضافة جناح للنساء، إذ توضح الملاحظات التي رسمها المهندس المعماري يعقوب فينكرفيلد خلال تلك الفترة أن الجناح لم يكن موجودا. وتعد إضافة جناح النساء تغييرا فريدا من نوعه في المغرب، حيث تقضي التقاليد أن تبقى النساء في غرفة منفصلة عند مدخل الكنيس.